# Ноћна школа - Завршница
Ноћна школа - Завршница (енгл. Night School - Final) је роман енглеске књижевнице К. Џ. Доерти (енгл. CJ Daugherty). Српско издање је објавила издавачка кућа Лагуна из Београда 27. септембра 2016. године.

## О ауторки
К. Џ. Доерти је бивша криминалистичка репортерка и државни службеник, имала је двадесет две године када је први пут видела леш који ју је подстакао на размишљање и мотивисао да се бави писањем. Серијал Ноћна школа је почела да пише док је радила као консултант за комуникације у Министарству унутрашњих послова. Серијал за тинејџере је објавила издавачка кућа енгл. Little, Brown and Company и продат је у више од милион и по примерака широм света. Истоимена серија инспирисана њеним књигама је имала више од милион прегледа. Касније је написала серијал енгл. The Echo Killing који је објавио енгл. St. Martin's Press, као и Број 10. Коауторка је научно–фантастичног серијала Тајна ватра, са француском ауторком Карином Розенфелдом. Доертине књиге су преведене на 25 језика и биле су бестселери у више земаља. Данас живи на југу Енглеске са супругом, режисером номинованим за награду БАФТА, Џеком Џуерсом и кућним љубимцем.

## О књизи
Књига Ноћна школа - Завршница је пета и последња књига светског бестселер серијала Ноћна школа. Ухода је отишао, али је цена коју су за то платили била висока, бунтовници у „Академији Симерији” су остали без вође, а Картер Вест је нестао. Натанијел већ слави победу, али Ели и остали борци се нису још предали. Први циљ им је да врате Картера кући, а затим да наплате Натанијелу за оно што је учинио јер се борба свакако мора завршити без обзира на исход.